# Rinkeby (Stoccolma)

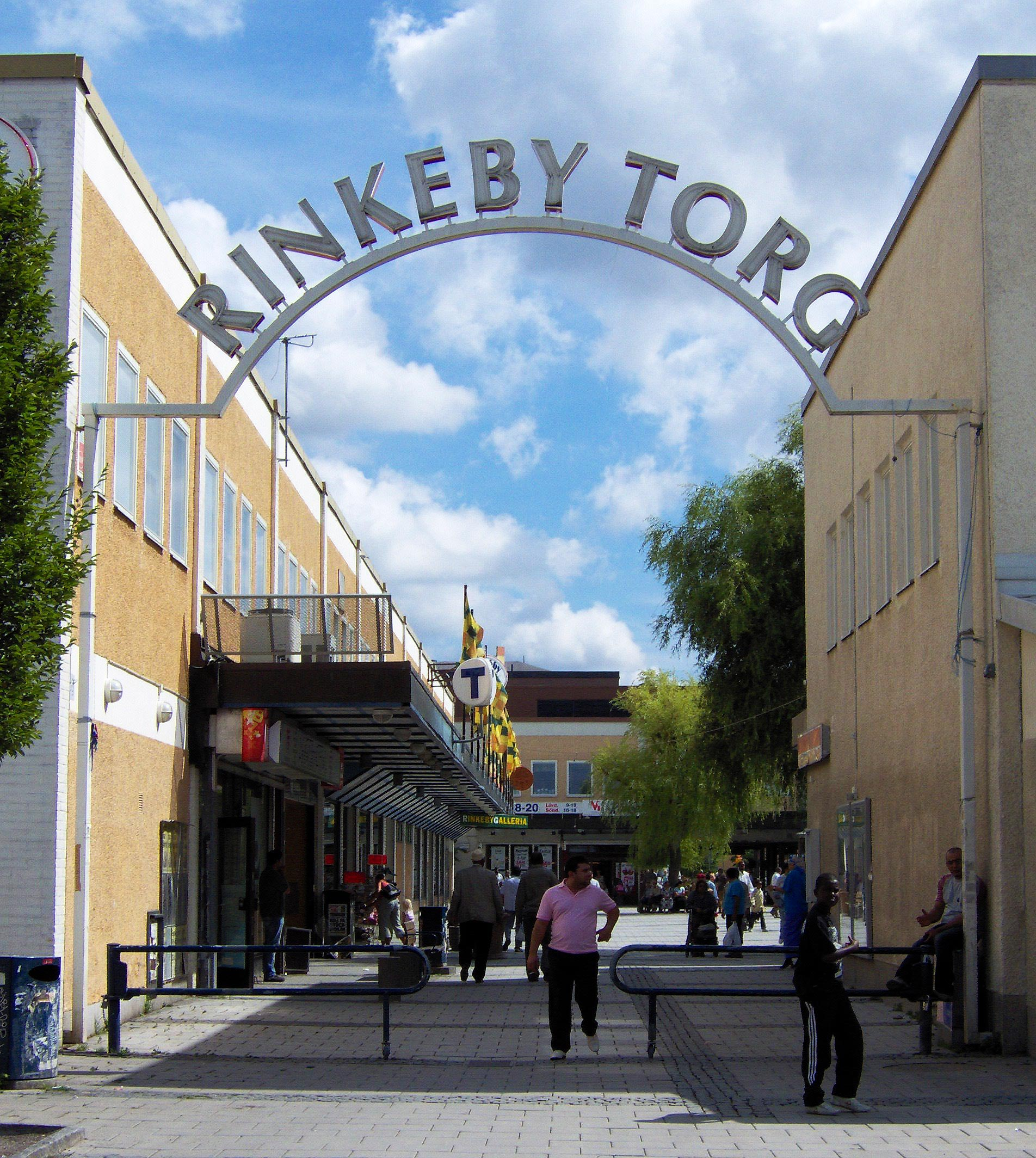
Rinkeby torg, la piazza principale del quartiere

Rinkeby è un sobborgo residenziale di Stoccolma, situato a poco meno di 15 chilometri a nord-ovest rispetto al centro della capitale. Fa parte della circoscrizione di Rinkeby-Kista. Al 31 dicembre 2014 la popolazione era di 16.066 unità.
Così come accade per altri quartieri adiacenti, l'area è fortemente multietnica: al 2014, il 90,7% della popolazione aveva origini straniere. Ciò ha contribuito nel dare origine a un socioletto da molti chiamato rinkebysvenska, ovvero una variante della lingua svedese con espressioni adottate da altre lingue, come il turco, l'arabo, lo spagnolo e altre ancora. Lo stesso fenomeno si è osservato in altri sobborghi di altre città svedesi.
Rinkeby è stata talvolta oggetto di rivolte come nel 2010, quando circa 100 giovani hanno appiccato fuochi e assaltato la locale stazione di polizia, o nel 2013, quando i tumulti hanno colpito numerosi quartieri periferici di Stoccolma.